# کوستنتس
کوستنتس شهری در استان صوفیه کشور بلغارستان است که جمعیت آن در سال ۲۰۰۱ میلادی ۹٬۹۵۴ نفر بوده‌است.